# In Justice
In Justice è una serie televisiva giudiziaria realizzata negli Stati Uniti d'America e trasmessa nel corso del 2006 dalla ABC.
In Italia è stata trasmessa nel 2007 su Rai 2.

## Trama
La serie, ispirata a fatti realmente accaduti e cancellata dai palinsesti dopo la trasmissione di 13 episodi, narra le avventure di un gruppo di avvocati che lavorano con l'intento di difendere gli innocenti già condannati.

## Personaggi
- Kyle MacLachlan è David Swain
- Jason O'Mara è Charles Conti
- Constance Zimmer è Brianna
- Daniel Cosgrove è Jon Lemonick
- Marisol Nichols è Sonya Quintano
- Tim Guinee è Richard Rocca

## Episodi
| Stagione       | Episodi | Prima TV USA | Prima TV Italia |
| -------------- | ------- | ------------ | --------------- |
| Unica stagione | 13      | 2006         | 2007-2008       |